# Лашма (посёлок)
Лашма — посёлок (в 1934—2013 годах посёлок городского типа) в Касимовском районе Рязанской области России.
Население — 1510 чел. (2021).
Расположен на правом берегу реки Оки, в 12 км от железнодорожной станции Касимов.

## История
Название Лашма имеет балтийское происхождение и объясняется от литовского lašmuõ «место на озере, где в(ы)текает ре(ч)ка».
Название «лашма» — мордовское (мокшанское), в переводе на русский язык означает «лощина», «долина». История посёлка связана с развитием чугунолитейного завода, основанного здесь в 1892 году касимовскими купцами — братьями А. Г. Черновым и И. Г. Черновым. Первоначально производство работало на местной железной руде, с 1903 года сырьё начали доставлять из-под Тулы. Предприятие специализировалось на выпуске чугунного литья. Развивавшийся вокруг завода посёлок объединил два издавна существовавших населённых пункта — село Курман (пожалованное ещё Василием Шуйским в вотчину дворянам Всеволожским) и деревню Акишино.
Постановлением ВЦИК от 01 ноября 1934 г. путем слияни населённых пунктов Лашма, Курман, Акишино и территории завода имени Карла Либкнехта образован рабочий посёлок с присвоением ему названия Лашма.
С 2013 года — сельский населённый пункт.

## Население
| 1859  | 1897  | 1906  | 1939  | 1959  | 1970  | 1979  |
| ----- | ----- | ----- | ----- | ----- | ----- | ----- |
| 352   | ↗574  | ↗953  | ↗2384 | ↗2770 | ↘2323 | ↘2078 |
| 1989  | 2002  | 2009  | 2010  | 2012  | 2013  | 2014  |
| ↘1998 | ↘1780 | ↘1690 | ↘1618 | ↘1614 | ↘1597 | ↗1610 |
| 2015  | 2016  | 2017  | 2018  | 2019  | 2020  | 2021  |
| ↘1557 | ↘1546 | ↘1497 | ↘1481 | ↘1466 | ↘1450 | ↗1510 |

## Экономика
До 2012 года в поселке работал Лашманский чугунолитейный завод, производивший изделия из серого чугуна, чугунное литье с последующей обработкой и другую чугунную продукцию. В 2012 году завод был закрыт, а корпуса и коммуникации частично разобраны.
Рядом с посёлком находится Акишинский карьер, на котором производится добыча карбонатов магния и кальция для изготовления извести и флюсов, а также попутная добыча и перегрузка щебня.

## Культура
В посёлке действуют больница, средняя школа, детский сад, библиотека и дом престарелых.

## Известные люди
В Лашме прошло детство известного советского учёного-ракетостроителя академика В. Ф. Уткина.
Демин, Василий Фадеевич
Петров, Захар Андреевич, российский гребец на каноэ, чемпион мира.